# Пудышев, Юрий Алексеевич
Ю́рий Алексе́евич Пу́дышев (3 апреля 1954, Калининград, Московская область — 28 августа 2021, Борисов, Минская область) — советский футболист (полузащитник), советский, российский и белорусский футбольный тренер.

## Карьера
Рос без отца, мать работала на цементном заводе. Карьеру игрока начал в московском «Динамо» в 1973 году, провёл в том году за бронзовый состав 13 матчей, забил 2 мяча. В 1976 году перешёл в минское «Динамо», в 1982 году стал чемпионом СССР. В 1984—1986 годах снова в московском «Динамо», серебряный призёр чемпионата СССР 1986 года. В 1986—1994 годах выступал в низших лигах СССР и России в динамовских командах Ставрополя (1986—1988), Барнаула (1988), Самарканда (1989), Якутска (1991—1993, в 1992 был главным тренером команды) и в нижневартовском «Самотлоре-XXI» (1994).
В 1984 году провёл по одному матчу за главную и олимпийскую сборные СССР.
В Беларуси работал старшим тренером ФК «БАТЭ» (1997—2003), МТЗ-РИПО (2004—2009), с 2010 года в брестском «Динамо». С 2005 года — главный тренер молодёжной сборной Беларуси, с 2006 — помощник главного тренера в первой сборной Беларуси по футболу. С 2011 по 2018 год работал с дублирующим составом ФК «БАТЭ». С 2019 года тренировал юношескую команду ФК «БАТЭ».
16 августа 2007 года в возрасте 53 лет вышел на поле на 82-й минуте матча 1/16 Кубка Беларуси в матче «ПМК–7» — МТЗ-РИПО, 3 сентября 2008 года также в матче 1/16 Кубка «ПМЦ-Поставы» — МТЗ-РИПО сыграл 25 минут.
25 октября 2010 года установил рекорд чемпионатов Беларуси, выйдя на поле в возрасте 56 лет на 90-й минуте в матче БАТЭ — «Динамо» (Брест).
Скончался 29 августа 2021 года на 68-м году жизни. Прощание прошло 31 августа 2021 года на Национальном Олимпийском стадионе «Динамо». Похоронен на одноимённом кладбище вблизи агрогородка Михановичи.

## Достижения
- Чемпионат СССР:

Чемпион: 1982
Серебряный призёр: 1986
Бронзовый призёр: 1983
- В списке 33 лучших футболистов — один раз под № 2 в 1982 году
- Обладатель приза лучшему дебютанту сезона (1973)